# Split (film)
Pour les articles homonymes, voir Split (homonymie).
Série
Incassable
(2000) Glass
(2019)
Pour plus de détails, voir Fiche technique et Distribution.
Split, ou Divisé au Québec, est un film thriller psychologique américain écrit, co-produit, réalisé par M. Night Shyamalan et sorti en 2016.
Le film suit Kevin Wendell Crumb qui souffre d'un trouble dissociatif de l'identité. Il échange régulièrement avec sa psychiatre dévouée, le docteur Fletcher, qui a déjà pu distinguer vingt-trois personnalités différentes s'exprimer à tour de rôle durant leurs conversations. Selon Fletcher, Kevin aurait subi des maltraitances et des humiliations au cours de son histoire et une 24e personnalité, plus sombre et plus menaçante que toutes les autres, nommée "la bête", demeure encore enfouie. Le docteur Fletcher met en exergue le fait que son patient s'est forgé ces nombreuses personnalités différentes dans un besoin existentiel de se protéger des autres. La situation se complique lorsque Kevin enlève trois jeunes filles.
Le film met en vedette James McAvoy, Anya Taylor-Joy et Betty Buckley. Le film a reçu des critiques généralement positives et a remporté un succès commercial majeur au box-office. Il a récolté plus de 278 millions de dollars de recettes mondiales, dont plus de 138 millions de dollars en Amérique du Nord, devenant le film le plus rentable du réalisateur, avec un budget de 9 millions de dollars. En France, il a fait plus d'un million et demi d'entrées.
Le film se déroule dans le même univers que le film Incassable, du même réalisateur sorti en 2000. Des personnages des deux films reviennent ensuite dans Glass sorti en 2019.

## Synopsis
L'une des personnalités de Kevin Wendell Crumb, « Dennis », est poussée à enlever et séquestrer deux jeunes « impures », Marcia et Claire, repérées depuis quelque temps pour avoir toujours été protégées et « endormies » par la société. Dennis considère les impurs comme étant destinés à nourrir « la Bête », une 24e personnalité sommeillant en Crumb. D'autre part, Dennis s'interdit de leur faire du mal. Une troisième jeune fille, Casey, très solitaire et perspicace, accompagnait ses camarades au mauvais moment et se retrouve par conséquent enfermée avec elles. Après avoir entendu les informations télévisées mentionnant la disparition des adolescentes, le docteur Fletcher a des doutes au sujet de Crumb et tente d'en savoir davantage sur le message de détresse que lui aurait envoyé l'une de ses personnalités, Barry. Persuadée que le trouble d'identité de Kevin ouvrirait de grandes possibilités dans l’évolution du corps humain, elle continue la thérapie de son sujet, cependant, elle doute de sa sincérité : Barry se présente à elle, se voulant rassurant par rapport aux nombreux mails envoyés, mais Fletcher pense qu'elle est face à Dennis prétendant être Barry ; ayant remarqué les TOC dont souffre cette personnalité.
Dans la cellule, Casey constate rapidement le déséquilibre de Crumb, qui leur rend visite sous plusieurs apparences différentes : d'abord « Dennis », puis « Patricia », une femme distinguée, et « Hedwig », un garçon de neuf ans avec un fort zézaiement. Marcia et Claire trahissent la confiance de Crumb en prenant des initiatives et en tentant à plusieurs reprises de s'enfuir. Ce dernier décide alors d'isoler chacune des filles. Casey tente de garder son calme et obtient la confiance de Hedwig, qui accepte de la faire sortir de la chambre pour lui faire découvrir son univers. Mais lorsqu'il lui montre son talkie-walkie, Casey ne peut résister à son unique occasion d'appeler des secours. Cependant, la communication qu'elle obtient avec un employé du zoo de Philadelphie, dans lequel Crumb travaille demeure sans suite et « Patricia », une autre personnalité de Crumb, reprend le contrôle en enfermant à nouveau la jeune fille.
Le docteur Fletcher, après avoir de nouveau reçu plusieurs mails d'appel à l'aide de « Barry », commence à comprendre que « Dennis », « Patricia » et « Hedwig » ont pris le dessus sur les autres personnalités de Kevin, les trois étant convaincus de l’émergence imminente de « la Bête ». Elle décide de se rendre chez son patient, dans les locaux de la maintenance du zoo où il vit. Parvenant à s'isoler pour quelques minutes, le docteur en profite pour chercher une autre présence éventuelle dans les locaux. Elle déverrouille une porte fermée par un loquet et découvre Claire, très affaiblie. Fletcher est atterrée, mais Crumb la neutralise. Il laisse la « Bête » prendre possession de lui-même et modifier sa physiologie. Après avoir tué Fletcher en lui brisant les côtes, il se rend auprès de Claire et de Marcia pour les dévorer. Casey, qui est parvenue à s'échapper de sa cellule, aperçoit furtivement la scène et prend la fuite. Un dernier message laissé par Fletcher permet à Casey de faire ressortir brièvement la personnalité de Kevin, confus après deux ans sans conscience de lui-même. Kevin demande à Casey de prendre son fusil et de le tuer, juste avant que « Patricia » ne fasse taire les personnalités voulant empêcher le retour de « la Bête ». Casey fuit dans les couloirs avec le fusil. Rattrapée par Crumb, Casey s'enferme elle-même dans une cage et tire sur l'homme à bout portant, sans parvenir à le tuer. Celui-ci, ayant déchiré le vêtement de Casey dans la lutte, découvre sur le ventre et les épaules de celle-ci d'anciennes marques, signature de violences subies antérieurement (une série de flashbacks montre que, plus jeune, Casey a été victime d'abus de son oncle qui l’a recueillie après la mort de son père). « La Bête » lui dit alors que son cœur est « pur » et qu'elle doit se réjouir d'être différente. Il abandonne l'idée de la dévorer et disparaît.
Le lendemain, Casey est retrouvée et libérée par un employé du zoo. Quand elle doit retourner auprès de son oncle, elle se rapproche d'un agent de police. Lorsque le cas de Crumb (surnommé « la Horde » en raison de ses multiples personnalités) est présenté aux journaux télévisés du lendemain, un homme assis à un bar (David Dunn) semble particulièrement intéressé par l'histoire.

## Fiche technique
Sauf indication contraire, les informations mentionnées dans cette section peuvent être confirmées par la base de données cinématographiques IMDb,  présente dans la section « Liens externes ».
- Titre original et français : Split
- Titre québécois : Divisé
- Réalisation et scénario : M. Night Shyamalan
- Musique : West Dylan Thordson
- Direction artistique : Jesse Rosenthal
- Décors : Mara LePere-Schloop
- Costumes : Paco Delgado
- Photographie : Mike Gioulakis
- Son : Skip Lievsay, Don Hoffman
- Montage : Luke Ciarrocchi
- Production : M. Night Shyamalan, Jason Blum et Marc Bienstock
  - Production déléguée : Kevin Scott Frakes, Steven Schneider, Ashwin Rajan et Buddy Patrick
  - Production associée : Dominic Catanzarite
- Sociétés de production[2] :
  - États-Unis : Blinding Edge Pictures et Blumhouse Productions, avec la participation de Universal Pictures
  - Japon présenté en association avec : Dentsu, Fuji Television Network et Fuji Eight Company Ltd.
- Sociétés de distribution : 
  - États-Unis, Canada : Universal Pictures
  - Japon : Toho-Towa
  - France, Belgique, Suisse : Universal Pictures International (UPI)
- Budget : 9 millions de $[3],[4]
- Pays de production :  États-Unis,  Japon
- Langue originale : anglais
- Format[5] : couleur (Technicolor) — 2,39:1 (CinemaScope) — son Dolby Digital / Dolby Atmos
- Genre : horreur psychologique, thriller, fantastique, épouvante-horreur
- Durée : 117 minutes
- Dates de sortie[6] :
  - États-Unis : 26 septembre 2016 (Fantastic Fest) ; 20 janvier 2017 (sortie nationale)
  - Canada : 20 janvier 2017
  - France : 25 janvier 2017 (Festival international du film fantastique de Gérardmer) ; 22 février 2017 (sortie nationale)
  - Belgique, Suisse romande[7] : 22 février 2017
  - Japon : 12 mai 2017
- Classification[8] :
  - États-Unis : accord parental recommandé, film déconseillé aux moins de 13 ans (PG-13 - Parents Strongly Cautioned)[Note 1].
  - Japon : sous la responsabilité des parents. (PG-12)[Note 2].
  - France : Interdit aux moins de 12 ans[9],[Note 3].

## Distribution
- James McAvoy (VF : Alexis Victor ; VQ : Alexandre L'Heureux) : Kevin Wendell Crumb / Dennis / Mlle Patricia / Barry / Hedwig / la Bête (« The Beast » en version originale) / Jade / Orwell, etc.
- Anya Taylor-Joy (VF : Lutèce Ragueneau ; VQ : Alice Pascual) : Casey Cooke
- Betty Buckley (VF : Frédérique Cantrel ; VQ : Chantal Baril) : Dr Karen Fletcher
- Jessica Sula (VF : Margaux Laplace ; VQ : Mylène Mackay) : Marcia
- Haley Lu Richardson (VF : Barbara Probst ; VQ : Catherine Brunet) : Claire Benoit
- Brad William Henke (VF : Thierry Hancisse ; VQ : Thiéry Dubé) : John, l'oncle de Casey
- Sebastian Arcelus (VF : Stéphane Ronchewski ; VQ : Philippe Martin) : M. Cooke, le père de Casey
- Neal Huff (VF : Stéphane Roux ; VQ : Charles Préfontaine) : M. Benoit, le père de Claire
- Izzie Coffey (VF : Dizzie Le Tan ; VQ : Élia St-Pierre) : Casey, à 5 ans
- Ann Wood (VF : Marie-Martine ; VQ : Johanne Garneau) : la voisine
- M. Night Shyamalan (VF : Bernard Gabay ; VQ : Maël Davan-Soulas) : Jai
- Bruce Willis (VF : Patrick Poivey ; VQ : Jean-Luc Montminy) : David Dunn (caméo)

Version française
Studio de doublage : Dubbing Brothers
Direction artistique : Nathalie Régnier
Adaptation : Laurie Field
 Source et légende : version française (VF) sur RS Doublage

## Production

### Genèse et développement
En août 2015, il est annoncé que M. Night Shyamalan va réaliser prochainement un nouveau thriller fondé sur un script qu'il a également signé. Pour écrire son scénario, il s'est inspiré de Billy Milligan, un Américain arrêté pour viol à la fin des années 1970 et jugé non responsable de ses crimes en raison de son trouble dissociatif de l'identité. Le réalisateur explique avoir été fasciné par cette histoire et par la pathologie de Billy Milligan : « Avec le trouble dissociatif de l’identité, chaque personnalité croit en sa propre existence, à 100 %. Si l’une d’elles est persuadée d’être diabétique ou d’avoir du cholestérol, son corps peut-il en être affecté ? […] Personnellement, je crois que oui. Et si l’une des personnalités croit qu’elle possède des pouvoirs surnaturels ? Qu’en est-il alors ? »
Le réalisateur produit le film avec Jason Blum et Marc Bienstock, déjà à l'œuvre pour son précédent film, The Visit. Le 27 octobre 2015, Universal Pictures s'associe à la distribution du film dont le nom donné sera Split.
M. Night Shyamalan explique que le personnage de Kevin était au départ inclus dans le script d’Incassable, mais qu'il a été retiré de la version définitive. Il réutilise certains passages dans Split.

### Attribution des rôles

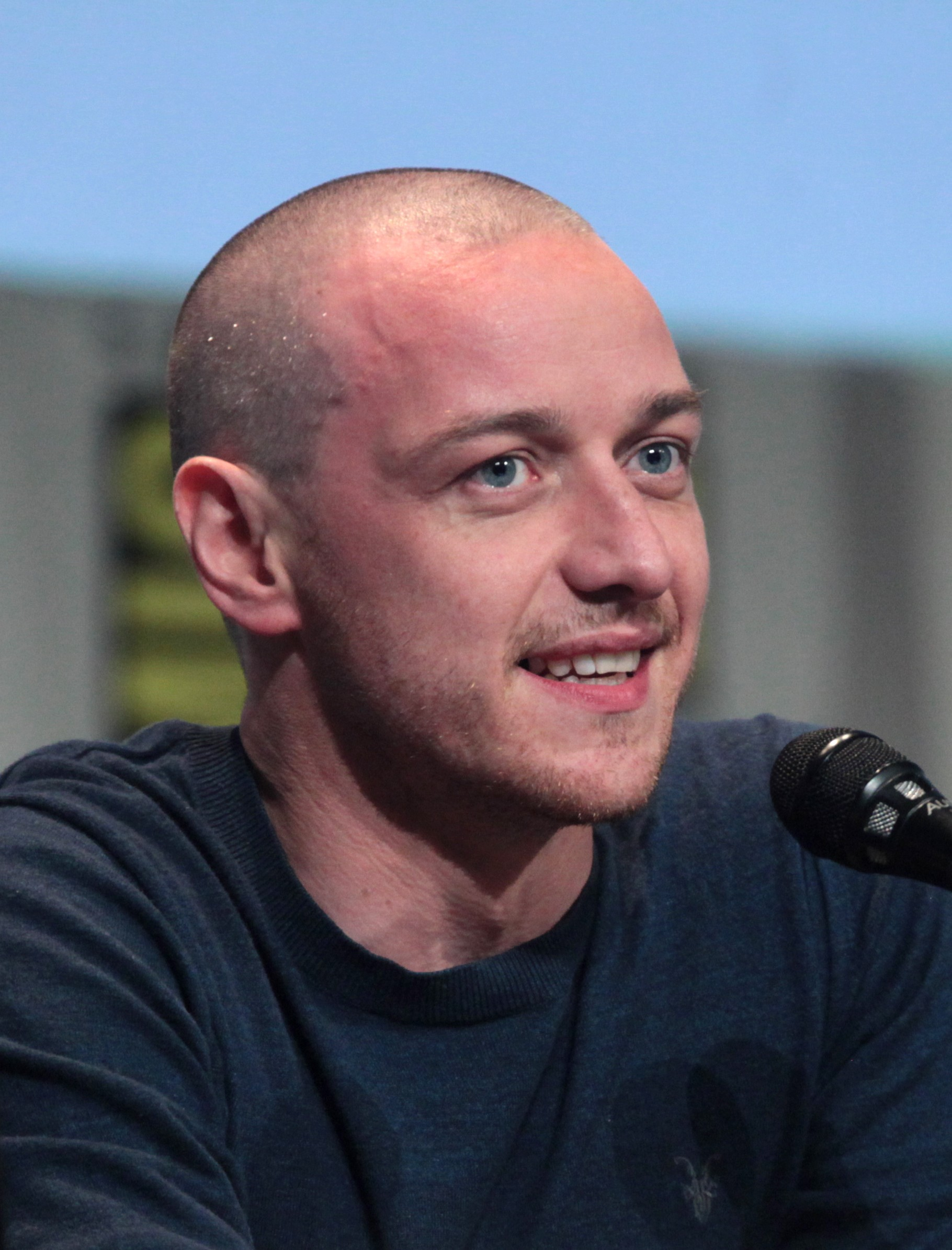
James McAvoy, ici en 2015.

Joaquin Phoenix devait initialement tenir le rôle principal et ainsi retrouver M. Night Shyamalan, après Signes (2002) et Le Village (2004). Il est finalement remplacé par James McAvoy,. En octobre 2015, Anya Taylor-Joy, Betty Buckley, Jessica Sula et Haley Lu Richardson rejoignent la distribution.

### Tournage
Le tournage débute le 11 novembre 2015 à Philadelphie, en Pennsylvanie,.

### Musique
La musique du film est composée par West Dylan Thordson. Le titre Visions du film Incassable composé par James Newton Howard, peut également être entendu à la fin du film[réf. nécessaire].
Liste des titres
1. Opening - 1:33
2. What's Wrong With Barry? - 2:52
3. Dr. Fletcher In Philadelphia - 1:35
4. A Way Out - 3:01
5. Dr. Fletcher and the World - 2:00
6. What Are You Up To, Dennis? - 1:14
7. Casey Tells the Truth - 1:40
8. Somebody Save Us - 2:00
9. Last Rites - 3:20
10. I Know You Want To Tell Me Something - 2:33
11. There Are Things That Are Hard To Believe - 3:07
12. I'm Really Sad You Feel This Way - 2:52
13. Arrival - 2:08
14. Meeting the Others - 3:38
15. The Beast Is On the Move - 3:09
16. Dr. Fletcher's Death - 1:42
17. Casey Meets the Beast - 4:19
18. Kevin Wendell Crumb - 2:41
19. The Standoff - 3:24
20. The Rise of the Beast - 3:38
21. Rejoice - 3:18
Titre bonus
22. The Beast - 3:50

Chansons présentes dans le film
- Day You Left me in September - interprété par Sam Allen
- Wildewoman - interprété par Lucius
- Wonderful World - interprété par Jim Keller
- Tribunale - composé par Ennio Morricone
- Chinese Restaurant - composé par Claude Sacre et Roger Abaji
- We Are Extraordinary - composé par Evgueni Galperine et Sacha Galperine
- Frogbass - interprété par Snails

## Thèmes

### Le traumatisme
Il est possible de retrouver un traumatisme dans deux personnages du film. Kevin a vécu de l’abus physique, émotionnel et verbal de la part de sa mère, ce qui lui a fait développer son trouble dissociatif de l’identité. Il n’est pas rare que le trauma d’un personnage lui donne un certain pouvoir, comme les différentes identités de Kevin, puisque cela est à la base de Batman, qui perd ses parents, et même de Captain America, qui s’est fait intimider et rejeter à plusieurs reprises avant d’avoir sa transformation. Casey est le deuxième personnage ayant un traumatisme, qui provient de son oncle, cette fois-ci. Ce qui lui est arrivé dans son enfance est montré en retour-en-arrière tout au long du film, en nous montrant qu’elle a été abusée sexuellement par son oncle. De plus, elle a perdu son père, ce qui l’a obligé à aller vivre avec son abuseur. Son traumatisme l’aide à naviguer à travers son enlèvement dans le film, ce qui est quelque chose de commun pour quelqu’un ayant vécu un trauma puisque cela aide à développer de nouveaux instincts.
Il n’est pas nouveau du réalisateur Shyamalan d’utiliser le thème du traumatisme dans ses films. Il arrive assez fréquemment qu’il intègre des personnages avec un grand vécu puisqu’« il s’intéresse à la réaction des personnes lorsqu’elles perdent quelqu’un ou quelque chose qui leur est proche […] Le sentiment d’absence où il y avait une personne est, pour lui, la meilleure manière d’expliquer pourquoi les personnes agissent comme elles le font ». Split a comme message que le trauma crée ton superpouvoir. Il est possible de percevoir cela lorsque la bête épargne Casey parce qu’elle est «pure», à cause des marques sur son corps. Une interprétation qui peut être faite en voyant le traumatisme de quelqu’un comme étant un superpouvoir est que ces personnes sont spéciales, donc bizarre. Cependant, cela n’était pas l’intention du réalisateur.

### Le trouble dissociatif de l'identité (TDI)
Le réalisateur Shyamalan a respecté certains aspects du DSM-5 du trouble dissociatif de l’identité. Il faut qu’il y ait une présence de 2 identités ou plus, ce qui est le cas de Kevin avec ses 24 identités. Ensuite, il faut y avoir une certaine perte de mémoire des événements qui se sont produits durant la journée, d’informations personnelles et/ou d’événements traumatiques. Il est possible de voir cette amnésie lorsque Kevin revient «à la lumière» et demande ce qu’il a fait après le ravage de la bête. Le TDI est habituellement dû à un traumatisme survenu à l’enfance, ce qui est le cas de Kevin. Ce trouble apparaît comme une forme de protection puisque l’enfant ne peut pas faire face à ce trauma et crée donc des identités différentes de lui pour mieux s’adapter. Plus il y a de trauma, plus d’identités seront créées afin d’avoir une meilleure protection. Shyamalan, comme de nombreuses autres personnes, trouve ce trouble mental très intéressant à cause de sa controverse. Ce trouble est aussi appelé le trouble de la cachette puisque les différentes identités prétendent être l’autre pour que les personnes à l’entour d’elles ne sachent pas qu’elles ont échangé d’identité. Il est possible d’apercevoir ce phénomène lorsque Dennis se prend pour Barry dans ses rencontres avec Dr. Fletcher.
On retrouve le trouble dissociatif de l’identité dans le personnage de Kevin, avec ses 23 identités originales, et l’apparition de sa 24e vers la fin du film. Il est possible d’apercevoir 8 de ces identités au cours du film. Il y a Kevin, la personne originale, qui n’aime pas la manière dont ses autres identités se sont comportées. Hedwig est un jeune garçon de 9 ans qui adore danser et dessiner, qui développe des sentiments assez enfantins pour Casey et qui n’est pas vraiment respecté par les autres identités à cause de son innocence et de sa naïveté. Barry adore la mode, est calme et est l’identité qui communique avec Dr. Fletcher puisqu’il est la personnalité dominante de Kevin. Dennis a un trouble obssessif-compulsif qu’il est possible d’apercevoir avec ses pulsions pour la propreté. Il est froid, manipulatif et aime regarder des jeunes filles danser nues. Patricia est sophistiquée, disciplinée, et adore l’identité de la bête. Elle est aussi perfectionniste, comme on peut le voir lorsqu’elle coupe le sandwich par exemple. Jade, qui n’apparaît que brièvement dans le film, est une adolescente diabétique qui parle beaucoup. Similairement à Jade, Orwell n’apparaît que brièvement dans le film : il est un historien très intelligent.

#### La Bête
La Bête est l’identité qui rend ce film d’horreur psychologique surnaturel. Bien que dans le TDI, un changement de personnalité puisse provoquer un changement de voix (tonalité, rythme, prononciation, âge apparent), une personne ne peut changer la couleur de ses yeux, sa masse corporelle, ou développer une force et des aptitudes surnaturelles (plier du métal, décupler sa vitesse de course, grimper aux murs), ni résister à des armes à feu. Un changement de personnalité peut engendrer de la violence, mais les patients TDI sont plus souvent dangereux pour eux-mêmes que pour autrui.
Le réalisateur Shyamalan avoue que la fin du film relève de la fantaisie ou de la science-fiction. Il le justifie par le fait qu’il crée des films dramatiques donc irréels. Les séquences concernées relèvent du genre cinématographique de l'horreur.

## Accueil

### Critiques
Split a reçu des critiques généralement positives, sur le site agrégateur Rotten Tomatoes, le film reçut une note de 78 %, basée sur 210 avis, avec une note moyenne de 6,4⁄10. Sur Metacritic, le film reçut une note de 62⁄100, basée sur 47 critiques. Sur Allociné, le film reçut une note de 3.7⁄5, basée sur 27 critiques.
Côté presse, les avis sont majoritairement positifs. Pour Les Inrockuptibles, « Split est un chef-d'œuvre sur le retour du refoulé, qui vise juste à la fois émotionnellement et politiquement ». Pour Le Monde, le film démontre « un cinéma qui cache et révèle à la fois, défini comme la plus envoûtante et redoutable puissance d’illusion et de vérité que l’esprit humain ait jamais conçue ». Plus nuancé, Le Nouvel Observateur estime que « Shyamalan se regarde faire, surfant sur sa légende plus qu'il ne se réinvente ».

### Box-office
Aux États-Unis, le film a fait un bon démarrage, lors de son premier jour il a rapporté 14 626 670 $ de recettes pour un total de 51 730 090 $ de recettes au bout d'une semaine d'exploitation. Il termine son exploitation au bout de 15 semaines à la date du 4 mai 2017 avec un total de 138 291 365 $ de recettes au box-office américain. Dans le reste du monde, le film a rapporté 278 454 417 $ de recettes.
En France, il termine sa première journée avec un total de 87 081 entrées pour un cumul de 594 427 entrées au bout d'une semaine d'exploitation. Le film termine son exploitation au bout de 14 semaines de diffusion en salles, à la date du 30 mai 2017 avec un total de 1 782 431 entrées.
| Pays ou région        | Box-office        | Date d'arrêt du box-office | Nombre de semaines |
| --------------------- | ----------------- | -------------------------- | ------------------ |
| États-Unis Canada     | 138 291 365 $     | 11 mai 2017                | 16                 |
| France                | 1 782 431 entrées | 30 mai 2017                | 14                 |
| Total hors États-Unis | 140 163 052 $     | 6 octobre 2017             | 16                 |
| Total mondial         | 278 454 417 $     | 6 octobre 2017             | 19                 |

### Controverse
Split a soulevé la controverse pour sa stigmatisation de la maladie mentale. L'association australienne pour la santé mentale SANE a déclaré : « Des films comme celui-ci vont renforcer une idée fausse et stéréotypée selon laquelle les personnes vivant avec une maladie mentale complexe sont intrinsèquement dangereuses et violentes ». La Société internationale pour l'étude du trauma et de la dissociation a publié un communiqué démystifiant le stéréotype des patients présentant un trouble dissociatif de l'identité (TDI) dangereux et critiquant la manière dont le film a été tourné « au détriment d'une population vulnérable qui se bat pour être reconnue et recevoir le traitement efficace qu'elle mérite ». Plusieurs individus ayant un trouble dissociatif de l'identité se sont élevés contre le film (et son marketing) pour la représentation des multiples personnalités comme effrayantes et/ou violentes, notamment dans une lettre ouverte au réalisateur,.
Dans son article paru dans The Guardian, Steve Rose a cité Simone Reinders, neuro-scientifique étudiant le TDI au King's College de Londres, en collaboration avec des universités néerlandaises, qui a déclaré : « Des films comme Split peuvent être extrêmement dommageables. Ils donnent l'impression que les patients avec un TDI sont extrêmement violents et enclins à faire de mauvaises choses. C’est en fait faux et cela déforme énormément ce trouble psychiatrique. Les personnes avec un TDI n’ont certainement pas tendance à être violentes, mais plutôt à cacher leurs problèmes de santé mentale. Je suis très préoccupé par les effets que le film aura sur les patients avec un TDI et par la manière dont le grand public les verra maintenant. Il existe déjà beaucoup de stigmatisation et de scepticisme concernant ce trouble spécifique ».

## Distinctions
Entre 2016 et 2018, Split a été sélectionné 33 fois dans diverses catégories et a remporté 9 récompenses.

### 2016
| Festivals de cinéma                                                      | Catégorie / Récompense | Nommé(es) / Lauréat(es) |            |
| ------------------------------------------------------------------------ | ---------------------- | ----------------------- | ---------- |
| Prix Rondo Hatton horreur classique (Rondo Hatton Classic Horror Awards) | Meilleur film          | -                       | Nomination |

### 2017
| Festivals de cinéma                                                                         | Catégorie / Récompense                                              | Nommé(es) / Lauréat(es)             | Nommé(es) / Lauréat(es) |
| ------------------------------------------------------------------------------------------- | ------------------------------------------------------------------- | ----------------------------------- | ----------------------- |
| Académie des films de science-fiction, fantastique et d'horreur - Saturn Awards             | Meilleur thriller                                                   | -                                   | Nomination              |
| Académie des films de science-fiction, fantastique et d'horreur - Saturn Awards             | Meilleure actrice dans un second rôle                               | Betty Buckley                       | Nomination              |
| Association des critiques de cinéma du Nord du Texas (North Texas Film Critics Association) | Meilleur acteur                                                     | James McAvoy (5ème place)           | Nomination              |
| Cahiers du cinéma                                                                           | Meilleur film                                                       | M. Night Shyamalan (Huitième place) | Nomination              |
| Cercle des critiques de cinéma de Dublin                                                    | Meilleur acteur                                                     | James McAvoy                        | Nomination              |
| Cercle des critiques de cinéma de Londres                                                   | Jeune interprète britannique / irlandais de l'année                 | Anya Taylor-Joy                     | Nomination              |
| Cercle des critiques de Phoenix (Phoenix Critics Circle)                                    | Meilleur film mystère ou thriller                                   | -                                   | Nomination              |
| Prix de l'Odyssée (Odyssey Awards)                                                          | Meilleur acteur principal                                           | James McAvoy                        | Nomination              |
| Prix de la bande-annonce d'or                                                               | Prix de la bande-annonce d’or de la Meilleure affiche d’un thriller | Universal Pictures                  | Lauréat                 |
| Prix de la bande-annonce d'or                                                               | Meilleur thriller                                                   | -                                   | Nomination              |
| Prix de la bande-annonce d'or                                                               | Affiche la plus originale                                           | Universal Pictures                  | Nomination              |
| Prix du jeune public                                                                        | Meilleur méchant                                                    | James McAvoy                        | Nomination              |
| Prix Fright Meter (Fright Meter Awards)                                                     | Prix Fright Meter du Meilleur acteur                                | James McAvoy                        | Lauréat                 |
| Prix Fright Meter (Fright Meter Awards)                                                     | Prix Fright Meter de la Meilleure actrice dans un second rôle       | Betty Buckley                       | Lauréat                 |
| Prix Fright Meter (Fright Meter Awards)                                                     | Meilleur film d'horreur                                             | -                                   | Nomination              |
| Prix Fright Meter (Fright Meter Awards)                                                     | Meilleur réalisateur                                                | M. Night Shyamalan                  | Nomination              |
| Prix Fright Meter (Fright Meter Awards)                                                     | Meilleur montage                                                    | Luke Ciarrocchi                     | Nomination              |
| Prix IGN du cinéma d'été (IGN Summer Movie Awards)                                          | Meilleur film d'horreur                                             | -                                   | Nomination              |
| Prix internationaux du cinéma en ligne (INOCA) (International Online Cinema Awards (INOCA)) | Meilleur acteur                                                     | James McAvoy                        | Nomination              |
| Prix MTV Movie & TV                                                                         | Meilleur acteur dans un film                                        | James McAvoy                        | Nomination              |
| Prix Schmoes d'or (Golden Schmoes Awards)                                                   | Meilleur film d'horreur de l'année                                  | -                                   | Nomination              |
| Société des critiques de films de Phoenix                                                   | Meilleur acteur dans un rôle principal                              | James McAvoy                        | Nomination              |
| Société des critiques de films de San Diego                                                 | Prix SDFCS du Meilleur acteur                                       | James McAvoy                        | Lauréat                 |

### 2018
| Festivals de cinéma                                                    | Catégorie / Récompense                                                        | Nommé(es) / Lauréat(es)                                             | Nommé(es) / Lauréat(es) |
| ---------------------------------------------------------------------- | ----------------------------------------------------------------------------- | ------------------------------------------------------------------- | ----------------------- |
| Association des critiques de cinéma de Columbus                        | Meilleur acteur                                                               | James McAvoy                                                        | Nomination              |
| Association des critiques de cinéma de Seattle                         | Prix SFCA du Meilleur méchant                                                 | James McAvoy                                                        | Lauréat                 |
| Festival du film SESC (SESC Film Festival)                             | Prix de la critique du Meilleur acteur étranger                               | James McAvoy                                                        | Lauréat                 |
| Prix CinEuphoria (CinEuphoria Awards)                                  | CinEuphoria - Prix du public du Meilleur acteur                               | James McAvoy                                                        | Lauréat                 |
| Prix des jeunes artistes                                               | Meilleur second rôle féminin dans un film (Jeune actrice)                     | Izzie Coffey                                                        | Nomination              |
| Prix du jeune artiste                                                  | Prix du jeune artiste de la Meilleure jeune actrice dans un second rôle       | Izzie Coffey et Universal Pictures                                  | Lauréat                 |
| Prix Empire                                                            | Meilleur film d'horreur                                                       | -                                                                   | Nomination              |
| Société de casting d'Amérique                                          | Meilleure réalisation en casting - Studio ou long métrage indépendant - Drame | Douglas Aibel, Diane Heery, Jason Loftus et Henry Russell Bergstein | Nomination              |
| Société des critiques de cinéma d'Hawaii (Hawaii Film Critics Society) | Prix HFCS du Meilleur acteur                                                  | James McAvoy                                                        | Lauréat                 |

## Scène de fin et suite
Le film se termine par l'apparition de Bruce Willis, qui reprend son personnage de David Dunn présent dans Incassable (2000). Cette scène permet de situer les deux films dans le même univers narratif. M. Night Shyamalan a dû demander l'autorisation d'utiliser le personnage à Walt Disney Pictures, qui détient les droits d’Incassable. Le réalisateur a ainsi rencontré le PDG de Walt Disney Pictures, Sean Bailey. Ils ont alors trouvé un gentlemen's agreement stipulant que Shyamalan peut utiliser le personnage, mais que Disney devra être impliqué dans la production d'une éventuelle suite. L'implication de Bruce Willis a quant à elle été tenue la plus possible secrète. La scène a ainsi été coupée lors des projections test devant un public et n'apparaît qu'en scène post-générique lors de sa sortie en salle. Elle est cependant réintégrée avant le générique sur la version DVD.
M. Night Shyamalan exprime ensuite son envie de réaliser un troisième film dans cet univers narratif commun. Le réalisateur espère pouvoir monter ce projet et avoue avoir commencé à l'écrire. Il explique par ailleurs la scène finale de Split, qui fait le lien avec Incassable, où David Dunn comprend enfin qu'il y a vraiment des gens avec des super-pouvoirs, comme lui avait révélé Elijah Price (Samuel L. Jackson) dans Incassable. Disney, société productrice d’Incassable via sa filiale Touchstone Pictures, devrait collaborer avec Universal pour ce film. Plus tard dans l'année, M. Night Shyamalan annonce que ce troisième film, intitulé Glass, sort en 2019. En avril 2017, le réalisateur confirme que Bruce Willis, Samuel L. Jackson, James McAvoy et Anya Taylor-Joy y reprennent leur rôle respectif.